# CI Tauri
Désignations
CI Tauri est un système planétaire âgé de deux millions d'années et situé à environ 518 années-lumière de la Terre dans la constellation du Taureau. L'étoile, objet primaire du système, est de type T Tauri classique. Ce système est le premier système aussi jeune dans lequel a été détecté un Jupiter chaud. Trois planètes supplémentaires, plus éloignées de l'étoile, sont suspectées du fait de la présence de trois sillons dans le disque protoplanétaire entourant l'étoile. Ce système constitue ainsi le premier système aussi jeune où quatre planètes géantes seraient connues. Ces planètes couvrent par ailleurs plus de trois ordres de grandeur en demi-grand axe, ce qui constitue également un record.

## Observations
(octobre 2018).

## Structure et membres

### L'étoile
L'étoile est de type T Tauri cassique.

### CI Tauri b, un Jupiter chaud
CI Tauri b est un Jupiter chaud découvert en 2016 par la méthode des vitesses radiales. Sa masse est une dizaine de fois celle de Jupiter.

### CI Tauri c, un Jupiter chaud
CI Tauri c est un Jupiter chaud âgé de deux millions d’années seulement, dont la masse vaut 3,6 fois celle de Jupiter et dont la période de révolution est de 25 jours, sur une orbite excentrique dont le demi-grand axe est d'environ 0,17 ua. Cette exoplanète a été découverte en 2024 par la confrontation de plusieurs types d'observation : la spectroscopie à haute résolution de l'observatoire Canada-France-Hawaï, la photométrie multi-longueur d'onde du réseau de télescopes de Las Cumbres et la photométrie spatiale d'ultra-haute précision du télescope spatial Kepler. Ces observations montrent que des planètes massives peuvent se former sur des échelles de temps très courtes dans le disque de gaz et de poussières entourant les étoiles naissantes, puis migrer rapidement vers l'étoile centrale sur une orbite toujours plus resserrée avant que le disque ne se dissipe en quelques millions d'années,.

### Sillon et planète à 13 ua
Ce sillon a été découvert en 2018 par C. J. Clarke et ses collaborateurs grâce à des observations d'ALMA. Selon ces chercheurs, il serait creusé par une planète de la masse de Jupiter.

### Sillon et planète à 39 ua
Ce sillon a également été découvert en 2018 par C. J. Clarke et ses collaborateurs grâce aux mêmes observations d'ALMA.